# Бузешти (Олт)
Бузешти (рум. Buzești) насеље је у Румунији у округу Олт у општини Корбу. Oпштина се налази на надморској висини од 153 m.

## Становништво
Према подацима из 2002. године у насељу је живело 242 становника, од којих су сви румунске националности.